# Ā
Ā, ā は、Aにマクロンを付した文字である。日本語のローマ字、中国語のピン音、ラトビア語、ポリネシア諸語のマオリ語で使われる。主に[a]の長音を示す。

## 日本語での使用
日本語のローマ字では「あ」の音の長音および、「あ」の音の連続を示す。
長音で表す場合[aː]の発音であり、「あ」の音の連続の場合は[aa]である。
例：RĀMEN（ラーメン）、BĀSAN（婆さん）
子音との組み合わせ
- Ā、KĀ、SĀ、TĀ、NĀ、HĀ、MĀ、YĀ、RĀ、WĀ、GĀ、ZĀ、DĀ、BĀ、PĀ、VĀ、FĀ、KYĀ、SHĀ(SYĀ)、CHĀ(TYĀ)、NYĀ、HYĀ、MYĀ、RYĀ、KWĀ

## 日本語以外での使用
中国語では第一声（陰平）を示す。
ラトビア語ではAの長音を表す。
マオリ語ではaの長音を表す。（例：tāu）なお、マオリをマオリ語で表すとMāoriになる。

## 符号位置
| 大文字 | Unicode | JIS X 0213 | 文字参照       | 小文字 | Unicode | JIS X 0213 | 文字参照       | 備考 |
| ------ | ------- | ---------- | -------------- | ------ | ------- | ---------- | -------------- | ---- |
| Ā      | U+0100  | 1-9-85     | &#x100; &#256; | ā      | U+0101  | 1-9-90     | &#x101; &#257; |      |